# Menesia ochreicollis
Menesia ochreicollis là một loài bọ cánh cứng trong họ Cerambycidae.